# Aechmea penduliflora
Aechmea penduliflora är en gräsväxtart som beskrevs av Éduard-François André. Aechmea penduliflora ingår i släktet Aechmea och familjen Bromeliaceae. Inga underarter finns listade i Catalogue of Life.

## Bildgalleri

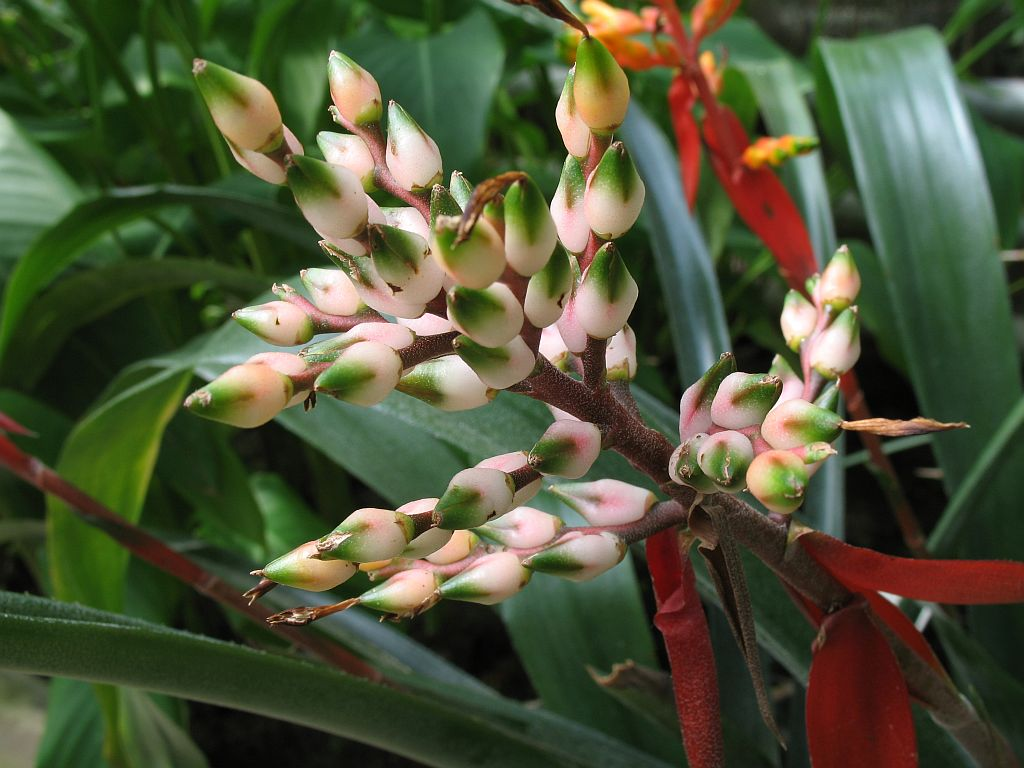
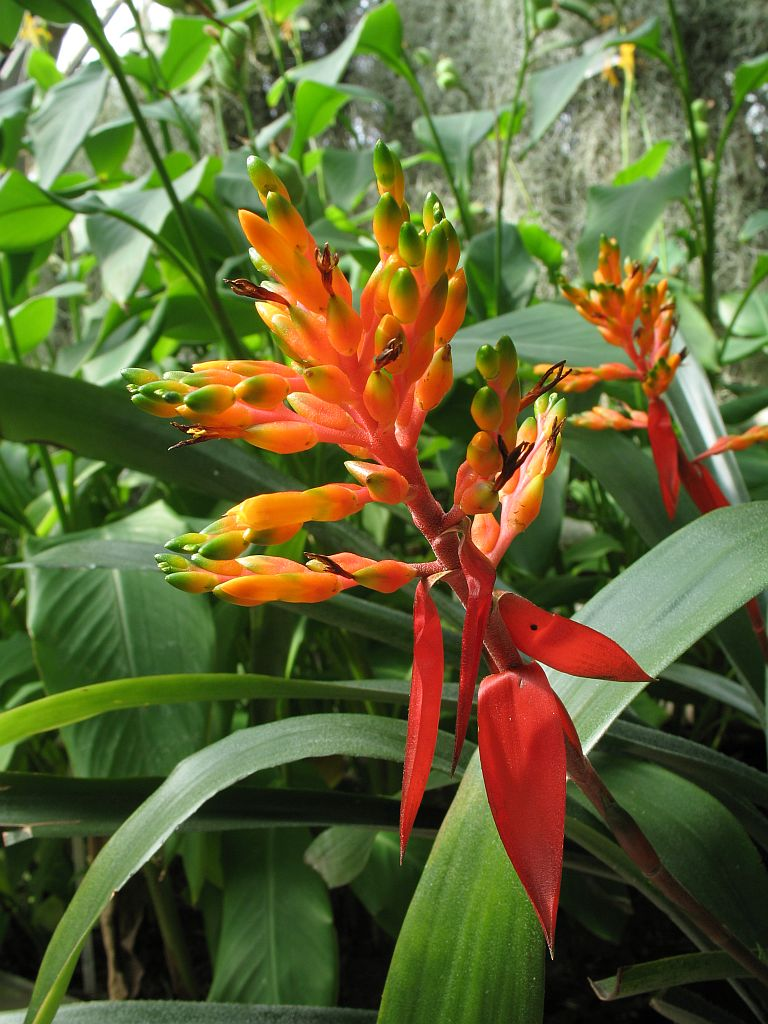